# Снамана (Валча)
Снамана (рум. Snamăna) насеље је у Румунији у округу Валча у општини Рунку. Oпштина се налази на надморској висини од 496 m.

## Становништво
Према подацима из 2002. године у насељу је живело 38 становника, од којих су сви румунске националности.